# Campeonato Mundial de Halterofilismo de 1958
O 34º Campeonato Mundial de Halterofilismo foi realizado em Estocolmo, na Suécia entre 16 a 21 de setembro de 1958. Participaram 96 halterofilistas de 27 nacionalidades. Essa edição foi realizada em conjunto com o Campeonato Europeu de Halterofilismo de 1958.

## Medalhistas
| Evento                     | Ouro                               | Ouro     | Prata                                | Prata    | Bronze                        | Bronze   |
| -------------------------- | ---------------------------------- | -------- | ------------------------------------ | -------- | ----------------------------- | -------- |
| Galo (56 kg)               | Vladimir Stogov · União Soviética  | 342,5 kg | Charles Vinci · Estados Unidos       | 327,5 kg | Ali Safa-Sonboli Irão         | 312,5 kg |
| Pena (60 kg)               | Isaac Berger · Estados Unidos      | 372,5 kg | Yevgeny Minayev · União Soviética    | 362,5 kg | Sebastiano Mannironi · Itália | 342,5 kg |
| Leve (67,5 kg)             | Viktor Bushuev · União Soviética   | 390,0 kg | Luciano De Genova · Itália           | 362,5 kg | Henrik Tamraz Irão            | 357,5 kg |
| Médio (75 kg)              | Tommy Kono · Estados Unidos        | 430,0 kg | Fyodor Bogdanovsky · União Soviética | 422,5 kg | Marcel Paterni · França       | 395,0 kg |
| Meio-pesado-leve (82,5 kg) | Trofim Lomakin · União Soviética   | 440,0 kg | Jim George · Estados Unidos          | 435,0 kg | Ireneusz Paliński · Polónia   | 432,5 kg |
| Meio-pesado (90 kg)        | Arkady Vorobyov · União Soviética  | 465,0 kg | Dave Sheppard · Estados Unidos       | 450,0 kg | Ivan Veselinov · Bulgária     | 422,5 kg |
| Pesado (+ 90 kg)           | Aleksey Medvedev · União Soviética | 485,0 kg | Dave Ashman · Estados Unidos         | 457,5 kg | Firouz Pojhan Irão            | 455,0 kg |

## Quadro de medalhas
| Ordem | País            | Medalha de ouro | Medalha de prata | Medalha de bronze | Total |
| ----- | --------------- | --------------- | ---------------- | ----------------- | ----- |
| 1     | União Soviética | 5               | 2                | 0                 | 7     |
| 2     | Estados Unidos  | 2               | 4                | 0                 | 6     |
| 3     | Itália          | 0               | 1                | 1                 | 2     |
| 4     | Irão            | 0               | 0                | 3                 | 3     |
| 5     | Bulgária        | 0               | 0                | 1                 | 1     |
| 5     | França          | 0               | 0                | 1                 | 1     |
| 5     | Polónia         | 0               | 0                | 1                 | 1     |
| Total | Total           | 7               | 7                | 7                 | 21    |